# برخورد نزدیک از نوع سوم
برخورد نزدیک از نوع سوم (به انگلیسی: Close Encounters of the Third Kind) فیلمی سینمایی در ژانر علمی تخیلی به کارگردانی و نویسندگی استیون اسپیلبرگ و با بازی ریچارد دریفوس، فرانسوا تروفو، ملیندا دیلن و تری گار، در سال ۱۹۷۷ میلادی بر پرده سینماها رفته‌است.

## داستان
در صحرای سونوران ، دانشمند فرانسوی کلود لاکومب ( فرانسوا تروفو )، مترجم آمریکایی، نقشه‌بردار دیوید لافلین، و سایر محققان پرواز 19، گروهی از بمب‌افکن‌های اژدر Grumman TBM Avenger نیروی دریایی ایالات متحده را کشف کردند که در 5 دسامبر بر فراز مثلث برمودا ناپدید شدند. یکی از شاهدان مسن در همان نزدیکی ادعا می کند که "خورشید شب بیرون آمد و برای او آواز خواند". محققان به طور مشابه موردی دیگر را در وسط صحرای گبی، دست نخورده و کاملا خالی پیدا کردند. هم چنین در نزدیکی ایندیاناپولیس، کنترل‌کننده‌های ترافیک هوایی دو پرواز خطوط هوایی را تماشا می‌کنند که از برخورد میان هوا با یک بشقاب پرنده جلوگیری می‌کنند.
بری گیلر سه ساله در خانه ای روستایی در خارج از مونسی، ایندیانا ، از خواب بیدار می شود و می بیند که اسباب بازی هایش به تنهایی کار می کنند. او شروع به دنبال کردن چیزی در بیرون می کند و مادرش جیلیان را مجبور می کند که او را تعقیب کند. قطع برق در مقیاس بزرگ در منطقه شروع می شود و روی نیری ( ریچارد دریفوس ) برق کار را مجبور به تحقیق می کند. روی در حالی که او یاتاقان خود را به دست می آورد، برخورد نزدیک با یک بشقاب پرنده را تجربه می کند، و هنگامی که این بشقاب پرنده بر فراز کامیونش پرواز می کند، به آرامی کنار صورتش را با نورهایش می سوزاند. در حالی که روی و سه ماشین پلیس تعقیب می کنند، یوفو با سه نفر دیگر در آسمان بلند می شود. فضاپیما به آسمان شب پرواز می کند اما تجربه متافیزیکی روی را مسحور می کند. او با ناراحتی همسرش، رونی ( تری گار ) مجذوب بشقاب پرنده ها می شود. او به تصاویر پنهانی از شکل کوه وسواس دارد و اغلب مدل هایی از آن می سازد. در همین حال جیلیان نیز دچار وسواس می شود و تصویر منحصر به فرد کوه را ترسیم می کند. بلافاصله پس از آن، او در خانه اش توسط یک بشقاب پرنده که از ابرها پایین می آید وحشت زده می شود. او با تلاش های خشونت آمیز یوفو و موجودات نادیده برای ورود به خانه مبارزه می کند، اما در هرج و مرج، بری ربوده می شود.
لاکوم، لافلین و گروهی از کارشناسان سازمان ملل به تحقیق در مورد افزایش فعالیت بشقاب پرنده ها و اتفاقات عجیب و غریب مرتبط با آن ادامه می دهند. شاهدان در دارمسالا ، شمال هند گزارش می‌دهند که بشقاب پرنده‌ها صداهای متمایزی تولید می‌کنند: یک عبارت موسیقی پنج تنی در مقیاس پنتاتونیک. دانشمندان این عبارت را به فضای خارج از زمین پخش کردند، اما از پاسخ گیج شدند، یک سری اعداد به ظاهر بی معنی (104 44 30 40 36 10) تکرار می شود تا زمانی که لافلین، با پیشینه خود در نقشه برداری ، آن را به عنوان مجموعه ای از مختصات جغرافیایی تشخیص می دهد، که به این نکته اشاره می کند. به برج شیاطین در نزدیکی مورکرافت، وایومینگ . لاکومب و ارتش ایالات متحده در وایومینگ همگرا می شوند. ارتش ایالات متحده منطقه را تخلیه می‌کند و گزارش‌های نادرستی در رسانه‌ها منتشر می‌کند که در یک قطار یک گاز عصبی سمی ریخته شده است، در حالی که در واقع یک منطقه فرود مخفی برای یوفوها و سرنشینان آنها آماده می‌کند.
در همین حال، رفتار عجیب و غریب روی به طور فزاینده ای باعث می شود که رونی او را رها کند و سه فرزندشان را با خود ببرد. هنگامی که یک برنامه خبری در مورد غرق شدن قطار در نزدیکی برج شیاطین از تلویزیون پخش می شود، روی و جیلیان همان کوهی را که تجسم کرده اند تشخیص می دهند. آنها به همراه سایر مسافرانی که چشم اندازهای مشابهی را تجربه می کردند، علی رغم هشدارهای عمومی در مورد گاز سمی، به سمت برج شیاطین حرکت کردند.
بیشتر مسافران توسط ارتش دستگیر می شوند، اما روی و جیلیان درست زمانی که بشقاب پرنده ها در آسمان شب ظاهر می شوند به سایت می رسند. متخصصان دولتی در این سایت با استفاده از نور و صدا در یک بیلبورد بزرگ برقی شروع به برقراری ارتباط با بشقاب پرنده ها می کنند که به تدریج ده ها نفر ظاهر می شوند. یک کشتی مادری عظیم به زمین می‌نشیند تا بسیاری از ربوده‌شدگان دوران مختلف را آزاد کند: خلبانان جنگ جهانی دوم، ملوانان کوتوپاکسی ، بزرگسالان، کودکان و حیوانات. بری نیز برمی گردد و با جیلیان متحد می شود. مقامات دولتی با عجله روی را برای گنجاندن در گروه منتخب بازدیدکنندگان احتمالی کشتی مادر آماده می کنند.
وقتی فرازمینی ها بالاخره از کشتی مادر بیرون می آیند، روی را برای پیوستن به سفرهایشان انتخاب می کنند. با ورود روی به کشتی مادر، یکی از فرازمینی ها برای چند لحظه با انسان ها مکث می کند. لاکومب از نشانه های دست کورون استفاده می کند که با عبارت تونال فرازمینی پنج نت مطابقت دارد. فرازمینی با همان حرکات پاسخ می دهد، لبخند می زند و به کشتی خود که به آسمان می رود باز می گردد.